# Nancy Drexel

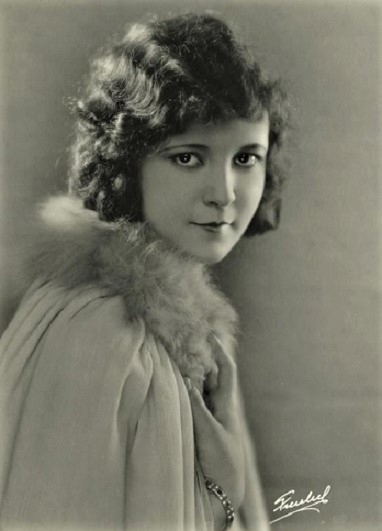
Nancy Drexel (Fotografie von Jack Freulich, um 1930)

Nancy Drexel (eigentlich Dorothy Kitchen; * 6. April 1910 in New York City; † 19. November 1989 in San Juan Capistrano, Kalifornien) war eine US-amerikanische Schauspielerin der späten Stumm- und frühen Tonfilm-Ära. Sie wirkte im Laufe ihrer Karriere in 29 Filmen, meist B-Movies und Western, mit.

## Leben
Bereits im Alter von acht Jahren hatte Dorothy Kitchen ihren ersten Bühnenauftritt. Nach dem Gewinn des Schönheitswettbewerbs Miss New York zog sie nach Hollywood und begann dort 1926 ihre Filmkarriere. Ihr Vater George P. Kitchen war ebenfalls in der Filmindustrie tätig. Kitchen nahm nun den Künstlernamen Nancy Drexel an, wurde aber im Abspann mehrerer Filme auch unter ihrem Geburtsnamen genannt.
Nach zumeist kleinen Rollen wie in Der Weg allen Fleisches (1927) spielte sie 1928 eine Hauptrolle im Filmdrama Prep and Pep. In den folgenden Jahren war Drexel zumeist als Partnerin des Hauptdarstellers in Western und B-Movies zu sehen. Abseits dieser Filme wirkte sie als Nebendarstellerin unter anderem 1928 im Drama Vier Teufel mit, welches nach seiner Uraufführung als Stummfilm 1929 auch als Tonfilm veröffentlicht wurde.
Im September 1932 heiratete Nancy Drexel in Beverly Hills Thomas H. Ince junior, den Sohn des einflussreichen Filmproduzenten Thomas Harper Ince, den sie während eines Studiums am Antioch College kennengelernt hatte. Drexel beendete im selben Jahr ihre Filmkarriere. Das Paar hatte zwei gemeinsame Kinder und ließ sich 1947 scheiden. 1953 heiratete Drexel abermals, diese zweite Ehe dauerte bis 1971 an.
Nancy Drexel lebte zuletzt im kalifornischen Orange County und starb am 19. November 1989 im Alter von 79 Jahren in San Juan Capistrano.

## Filmografie (Auswahl)
- 1927: Der Weg allen Fleisches (The Way of All Flesh)
- 1928: Prep and Pep
- 1928: The Ridin’ Renegade
- 1928: Fangs of the Wild
- 1928: Riley the Cop
- 1928: The Bantam Cowboy
- 1928: Vier Teufel (4 Devils)
- 1932: Speed Madness
- 1932: Law of the West
- 1932: Texas Buddies